# Versters bessenpikker
De Versters bessenpikker (Melanocharis versteri) is een zangvogel uit de familie Melanocharitidae. Deze vogel is genoemd naar de Nederlandse zoöloog Florentius Abraham Verster (1826-1923).

## Verspreiding en leefgebied
Deze soort is endemisch in Nieuw-Guinea en telt drie ondersoorten:
- M. v. versteri: noordwestelijk Nieuw-Guinea.
- M. v. meeki: westelijk-centraal en centraal Nieuw-Guinea.
- M. v. maculiceps: noordelijk, oostelijk-centraal, noordoostelijk en zuidoostelijk Nieuw-Guinea.

## Status
De grootte van de populatie is niet gekwantificeerd maar de soort wordt omschreven als schaars tot vrij algemeen. Op de Rode lijst van de IUCN heeft deze soort de status niet bedreigd.